# Єропкіни
Єропкіни — російський дворянський рід

## Історія роду

Герб Єропкіних (художник: П. Ф. Космолінський)

### Герб
Блазон: У щиті, який має срібне поле, зображений угорі Меч, вістря якого звернено праворуч; а внизу чорна Гармата на золотому лафеті, яка стоїть на траві й на Гарматі Райський Птах. Щит вкритий мантією та шапкою, які належать Князівському достоїнству.
Пояснення: Як шапка, так і мантія Князівські присвоєні з давніх часів дворянському роду Єропкіних, бо він походить від Князів Смоленських, як нижче показано, і має герб Смоленських Князів із додаванням угорі Меча.

### Походження
Рід дворян Єропкіних походить від Князів Смоленських. У родоводі Князів Смоленських, який знаходиться в Оксамитовій та інших родовідних книгах показано, що правнук Великого Князя Володимира Святославича, який хрестив землю Руську, Великий Князь Володимир Всеволодович Мономах мав сина Мстислава Князя Смоленського; а у того був син Ростислав Князь Смоленський теж, які потім знаходились й на великому Княженні Київському. У згаданого Великого Князя Мстислава, був пра-правнук Великий Князь Юрій Святославич Смоленський. Цей Князь мав першого сина Князя Федора. У нього був син Євстафій, який мав другого сина — Івана Єропку, нащадки якого, Дворяни Єропкіни, Російському Престолові служили Окольничими та в інших найзнатніших чинах, пожалувані були від Государів вотчинами, і, як в давні, так й у новітні часи, здобули роду своєму славу працею і подвигами на службу Вітчизні під'ятимі. Все це доводиться понад Історії Російської родовідними Книгами

### Представники
До одного з родів Єропкіних належать князі Фомінські й Березуйські. Нащадок Рюрика в 17 коліні, Іван Остафійович Яропка був узятий в полон литовцями під Суходровом (1445). Рід цей внесений в VI частину родоводу книги Володимирської, Калузької, Московської, Тульської і Ярославської губерній (Гербовника, II, 18). Інші два роди Єропкіних сходять до першої половини XVII ст.
1. Михайло Степанович Єропкін, на прізвище Клепіков, в 1488, 1489, 1491 і 1496 був відряджений послом до Польщі, в 1492 — до імператора Максиміліана I, а за великого князя Василя Івановича був окольничим.
2. Опанас Володимирович, стольник, брав участь у заключенні вічного миру із Польщею, був у кримському поході; прийнявши чернецтво, під ім'ям Аарона, був єпископом Карельським і Ладозьким; помер у 1740.
3. Петро Михайлович — гофро-бау-інтендант; був відряджений Петром I «в чужі краї, для навчання наук». Вивчивши в Італії «цивільну архітектуру», повернувся в 1707 році та був призначений «до різних будівель». Його вважали одним з найосвіченіших людей свого часу. Нащокін називає його, Соймонова і Хрущова «людьми славними своїм розумом». Турботи про поліпшення державного побуту зблизили його з гуртком А. П. Волинського, і «за участь у конфіденціях і співробітництво по проектах» він страчений, разом із іншими з конфідентів, 27 червня 1740.
4. Петро Дмитрович, сенатор, генерал-аншеф, усмирив в Москві народний бунт 1771 під час якого лютувала чума (див. Катерина II), за що отримав від Катерини Андріївську стрічку і 4000 душ селян, але від останніх відмовився. Помер у 1805.
5. Василь Михайлович, «найстаріший гренадер», почав службу в 1827; брав участь у кампаніях 1828—1829 і 1830—1831. Після служби, за дворянськими виборами, знову вступив у військову службу і брав участь у кількох битвах Кримської кампанії (1854—1855). Ним складені: «Спогад під Варною» («Російський Архів», 1877, № 12), «Польський похід» («Російський Архів», 1878, № 2) та «Події 14 грудня 1825» («Русская Старина», 1885, № № 4 і 9).